# Erzbistum Bremen

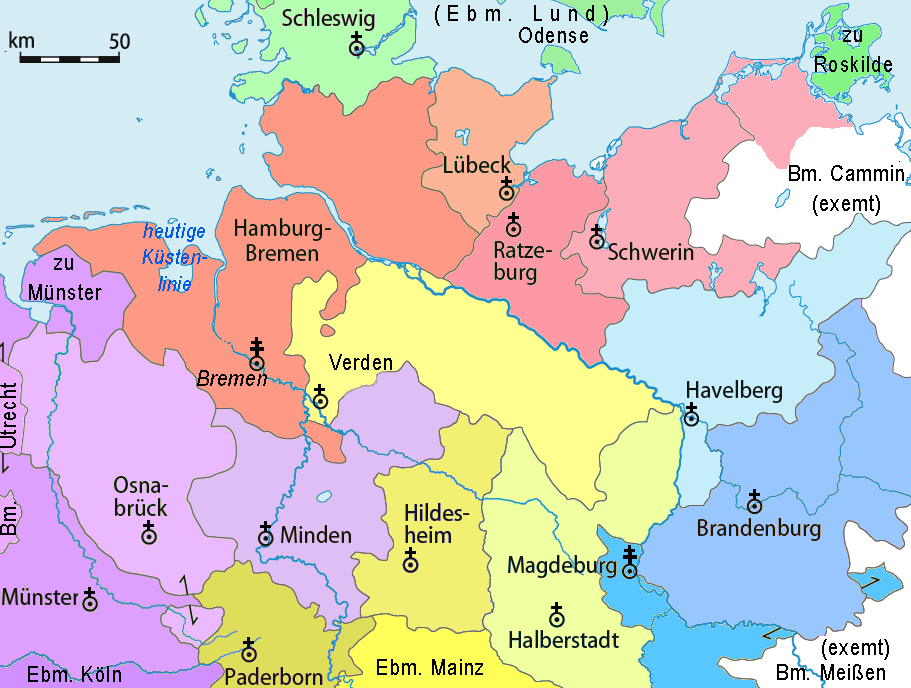
Erzbistum (Hamburg-)Bremen vom Verlust der baltischen Suffragane 1245 bis zur Reformation

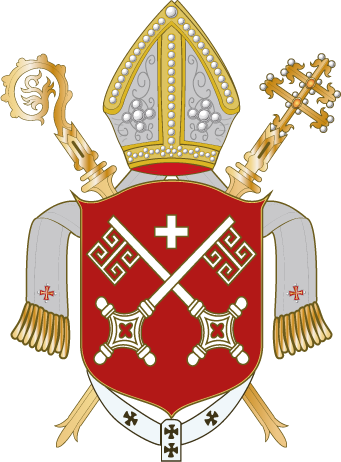
Wappen des Erzbistums und des Erzstiftes Bremen

Das Bistum Bremen war ein Bistum der römisch-katholischen Kirche in Deutschland. Das Bistum Bremen bestand von 788 bis zum Westfälischen Frieden. Es war ein Suffraganbistum des Erzbistums Köln, wurde dann aber, im 9. Jahrhundert, selbst Metropolitansitz. Seit 1566 wählte das Domkapitel Lutheraner zu Erzbischöfen, die dann keine päpstliche Approbation mehr erhielten. Nach dem Dreißigjährigen Krieg wurde aus dem weltlichen Besitz des Erzbistums, dem „Erzstift“, das Herzogtum Bremen, welches Teile des Elbe-Weser-Dreiecks umfasste.

## Geschichte

### Gründung des Bistums

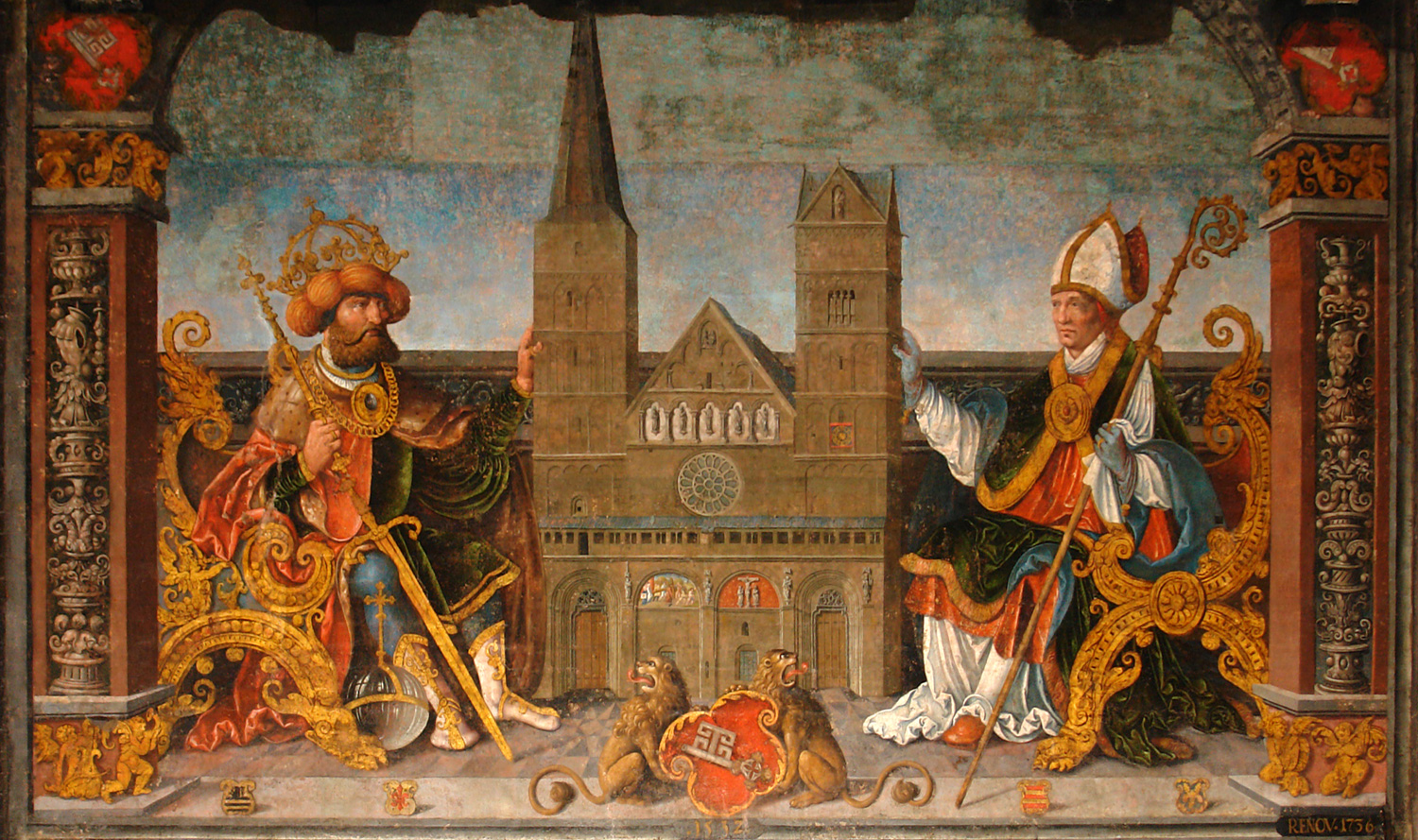
Gemälde von 1532 im Bremer Rathaus: Karl der Große und Bischof Willehad neben dem Bremer Dom

Während der Sachsenkriege Karls des Großen wurde der Missionar Willehad als Bischof für das Gebiet zwischen Weser- und Emsmündung eingesetzt. Darüber gibt es zwei Dokumente, die sich mit etwas unterschiedlichen Formulierungen auf weitgehend gleich zugeschnittene Sprengel beziehen. Am 13. Juli 787 wurde er in Worms zum Bischof von Wigmodi, Laras, Riustri, Asterga, Nordendi und Wanga (an der unteren Weser und zwischen der Mündung von Weser und Ems) geweiht. Am 14. Juli 788 errichtete Karl der Große in Speyer das Bistum Bremen für den nördlichen Teil Sachsens und verlieh Willehad diese neue Diözese im Auftrag von Papst Hadrian I. und nach Rat Lullus’, des Erzbischofs von Mainz, sowie der anwesenden Bischöfe. Bremen war damit das älteste Bistum auf sächsischem Boden. Willehad machte Bremen zu seiner Residenz und weihte 789 den ersten Bremer Dom auf den Namen des Apostels Petrus.
848 beschloss die Synode von Mainz, das vakante Bistum Bremen an Ansgar zu vergeben, der als Missionserzbischof von Hamburg von seinem Sitz jenseits der Elbe vor den Normannen geflohen war. Dies löste heftige Proteste des Erzbischofs von Köln Hilduin aus. Auch dessen Nachfolger Gunthar wehrte sich dagegen, das Bistum an das Erzbistum Hamburg abzutreten. Erst 870 bestimmte Papst Nikolaus I., dass das Bistum Bremen dem Erzbistum Hamburg zuzuführen sei, wodurch beide zum Erzbistum Hamburg-Bremen vereinigt wurden. Rimbert, Ansgars Nachfolger seit 865, bezeichnete sich nun als Erzbischof von Bremen. Erzbischof Adalgar erlangte 905 von Papst Sergius III. nochmals eine Bestätigung der Zusammenlegung, jedoch unter der Vorgabe, dass das Erzbistum keine Suffragane erhalte.
Diese Beschränkung wurde später hinfällig, vor allem, als Papst Leo IX. 1053 die Erzdiözese bis zum Eismeer ausdehnte. Schließlich blieben ihr aber nur noch drei Suffragane.
1224 bestätigte Papst Honorius III. das Doppelbistum mit Sitz in Bremen endgültig, wobei jedoch das Domkapitel von Hamburg bestehen bleiben sollte und zur Bischofswahl den Propst, den Dekan und den Scholaster nach Bremen entsenden sollten. Der Bremer Dom wurde vom 11. Jahrhundert an über den Fundamenten älterer Vorgängerbauten errichtet und seit dem 13. Jahrhundert im Stil der Gotik umgebaut. In Hamburg wurde im 13. Jahrhundert nach einigen Vorgängerbauten der Alte Mariendom als Kathedralkirche im gotischen Stil erbaut.

### Bereich der Erzdiözese
Da Bremen und Hamburg Zentren der Skandinavienmission waren, gewannen die Erzbischöfe zeitweise die Kontrolle über die Bistümer des Nordens. Erzbischof Adalbert bemühte sich während seines Episkopates, 1043 bis 1072, um die Erlangung einer Patriarchenwürde. Der Versuch, zum Patriarchen des Nordens aufzusteigen, misslang jedoch. Stattdessen wurde 1104 die Kirchenprovinz Lund aus der Metropolie Bremen-Hamburg ausgegliedert, wodurch Bremen die meisten seiner Suffragane verlor. Noch im selben Jahrhundert wurde das Erzbistum Lund geteilt: 1158 entstand das Erzbistum Nidaros für Norwegen einschließlich der nordatlantischen Inseln. Schweden bekam 1164 ein eigenes Erzbistum, das 1179 seinen Sitz in Uppsala nahm.
| Bremen-Hamburg verblieben: - Bremen (erzbischöflich) - Hamburg (erzbischöflich) - Bistum Oldenburg, 972–1066 und ab 1149, seit 1160 Bm. Lübeck - Bistum Ratzeburg, 1060–1066 und ab 1158 - Bistum Schwerin, 1060–1066 und ab 1158 | Erzbistum Lund, 1104 (Dänemark): - Bistum Lund, 1060, Abspaltung aus Bm. Roskilde, (1658 zu Schweden) - Bistum Dalby, 1060, Abspaltung aus Bm. Roskilde, 1066 mit dem Bistum Lund vereinigt - Bistum Århus, 948 - Bistum Fünen, 988, in Odense - Bistum Ribe, 948 - Bistum Roskilde, 991, 1022–1066 auch Verbindung zum Erzbistum Canterbury - Bistum Schleswig, 948 (1864 zu Deutschland) - Bistum Vendelbo, 1060/65 in Vestervig, 1554 in Aalborg - Bistum Viborg, 1065 |

| Erzbistum Lund, 1104; Erzbistum Nidaros, 1158 (Norwegen): - Bistum Nidaros in Trondheim, 1080 - Bistum Bjørgvin 1067, seit 1170 in Bergen - Bistum Oslo, 1070 - Bistum Skálholt, Island, 1056 - (Bistum Färöer in Kirkjubøur, 1111) - (Bistum Garðar, Grönland, 1126–1378) - Bistum der Schotten, 8. Jh., zunächst exempt, im 11. Jh. bis 1072 von York beansprucht, 1472 selber Erzbistum | Erzbistum Lund, 1104; Erzbistum Uppsala, 1179 (Schweden): - Bistum Uppsala, 1164 (11. Jh. in Sigtuna) - Bistum Linköping, 11. Jh., 1120 in Linköping - Bistum Strängnäs, 1129 (~1100 in Eskilstuna) - Bistum Skara, 1014 - Bistum Västerås, 11. Jh., in Vesterås 1164 - (Bistum Växjö, 1163) |

Bald nach dem Verlust der Suffragane im Norden konnte das Erzbistum Bremen vor und während der Ausbreitung des Ordensstaates neue Bistümer östlich der Ostsee gründen und eine Zeit lang beaufsichtigen. Dann richtete 1255 Papst Alexander IV. das Erzbistum Riga ein und unterstellte diesem sämtliche Bistümer im Gebiet des Ordensstaates, auch die nicht mit Bremen verbundenen.
| Erzbistum Riga, 1255: - Bistum Riga, 1186 - Bistum Leal, nominell ab 1211/13, effektiv ab 1225 Bistum Dorpat (Tartu) - Bistum Ösel-Wiek, 1227/28 in Leal (Lihula) - Bistum Kurland in Pilten, 1234 |

Der verbliebene deutsche Rest des Bremer Erzbistums reichte im 12. bis 16. Jahrhundert von Ostfriesland im Westen und der Grafschaft Hoya im Süden bis an die Eider im Norden und nach Mecklenburg und Rügen im Osten.
Die südlich angrenzenden Bistümer Münster, Osnabrück, Minden unterstanden dem Erzbistum Köln, das Bistum Verden dem Erzbistum Mainz.

### Reformation
Schon der 1558 gewählte und auch päpstlich approbierte Erzbischof Georg von Braunschweig-Wolfenbüttel tolerierte den Übertritt von Gemeinden seiner Diözese zur Reformation wohlwollend. Mit Heinrich von Sachsen-Lauenburg wählte das Domkapitel erstmals einen Lutheraner zum Erzbischof, der selbstverständlich keine päpstliche Approbation mehr erhielt, allerdings das Bistum Paderborn, dessen Bischofsamt er in Personalunion innehatte, immer noch katholisch regierte. Nach dem Erlöschen des seither evangelischen Erzbistums 1648 oblag die theologische Aufsicht über seine Gemeinden dem Konsistorium in Stade, das dem jeweiligen Landesherren unterstand, zunächst dem König von Schweden, dann dem König von Dänemark, dann dem (hannöverschen) Kurfürsten von Braunschweig-Lüneburg.

### Landgebiet des Erzstiftes

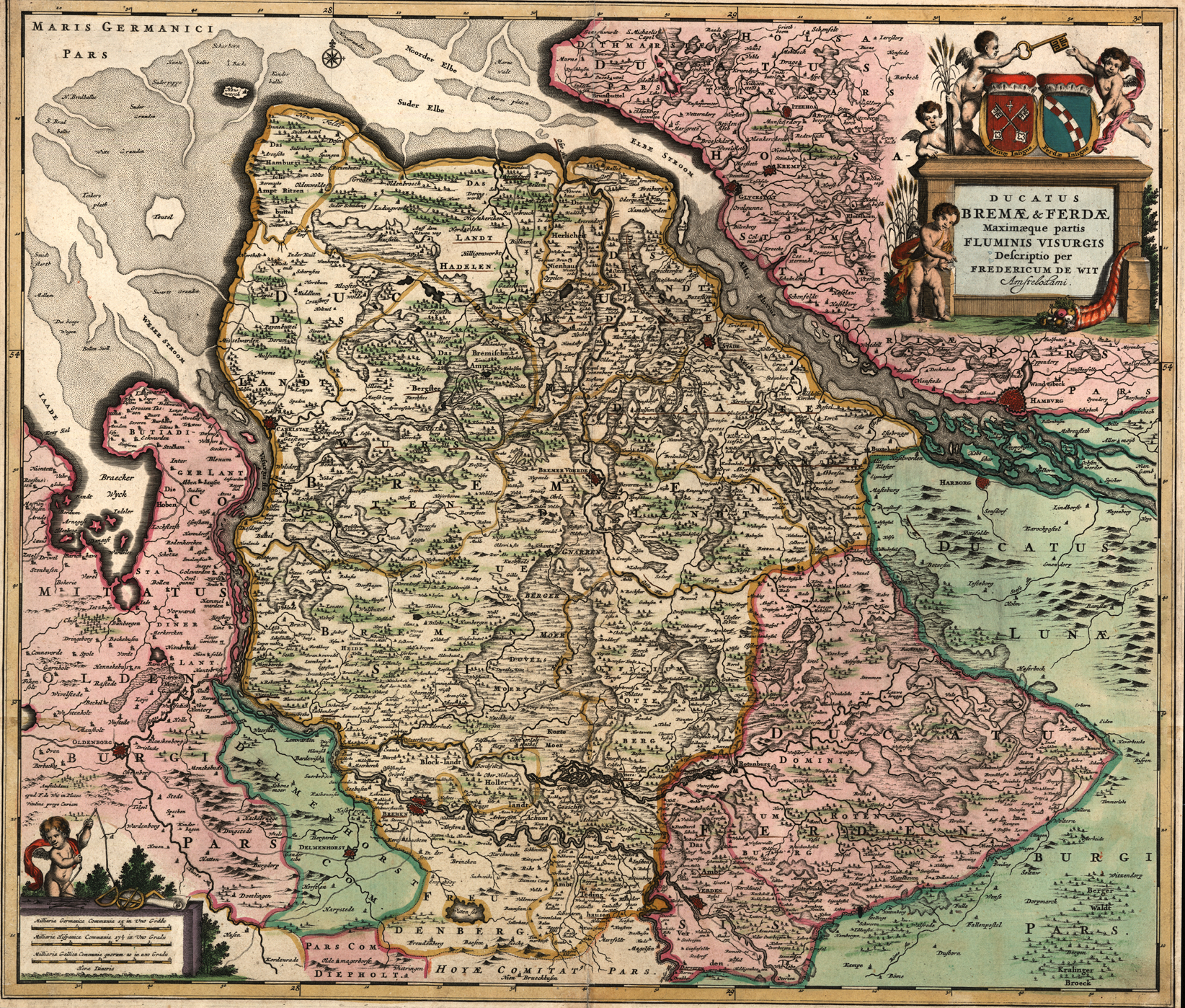
Das Herzogtum Bremen um 1655. Die Karte gibt die schwedische Rechtsauffassung wieder.

Das mit der Zeit erworbene weltliche Herrschaftsgebiet der Erzbischöfe wird heute zumeist als Erzstift bezeichnet. In mittelalterlichen Dokumenten wird das niederländisch-niederdeutsche Wort „sticht“ verwendet. Es steht für die Verwaltung durch das Domkapitel. Die eigentlich genauere Bezeichnung Fürstbistum ist für Bremen unüblich. Zu Zeiten der (erz-)bischöflichen Herrschaft war man mit der begrifflichen Unterscheidung ungenau. Da wurde auch die Landesherrschaft gerne als „Archiepiscopatus“ oder „Dioecesis“ bezeichnet.
Im Lauf Jahrhunderte gelang es den Erzbischöfen, ihrem Amt eine ausgedehnte Territorialherrschaft zu gewinnen, welche etwa ein Drittel des Diözesangebietes umfasste. Hierbei kam es immer wieder zu Streitigkeiten mit benachbarten Fürsten. Das Verhältnis zwischen Erzbischof bzw. Domkapitel und dem Bremer Rat war zwiespältig. Das Gelnhauser Privileg, das die Civitas Bremen der Justitia Imperialis unterstellte, war auf Betreiben eines Erzbischofs erteilt worden, aber etliche Erzbischöfe versuchten die Stadt zu bevormunden. Späterer stadtbremischer Landbesitz wurde zunächst gemeinsam verwaltet, etwa das Vieland. Nicht selten paktierte die Stadt aber mit den Grafen von Oldenburg gegen den Erzbischof. Im eigentlichen erzbischöflichen Territorium hatte die Stadt keine Befugnisse. Schon bevor Bremen mit dem Linzer Diplom von 1646 auch formal eigenständig reichsunmittelbar wurde, regierten Stadt und Stift jeweils ihren eigenen Territorialbesitz. Die Erzbischöfe wählten ihren Aufenthalt zunehmend außerhalb der Stadt, zeitweise in Bücken, schließlich aber definitiv in ihrer Hauptburg Vörde, heute Bremervörde. Innerhalb der Ummauerung Bremens blieb jedoch die Domfreiheit unter erzbischöflicher Hoheit. Seit 1500 gehörten sowohl das Erzstift als auch die Stadt Bremen zum Niedersächsischen Reichskreis.

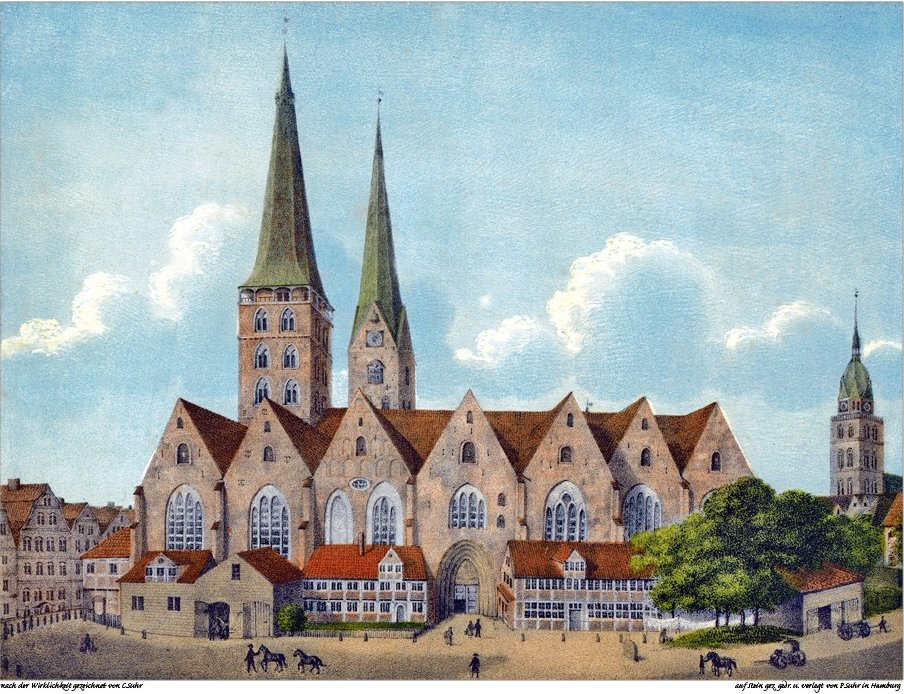
Hamburger Dom um 1800
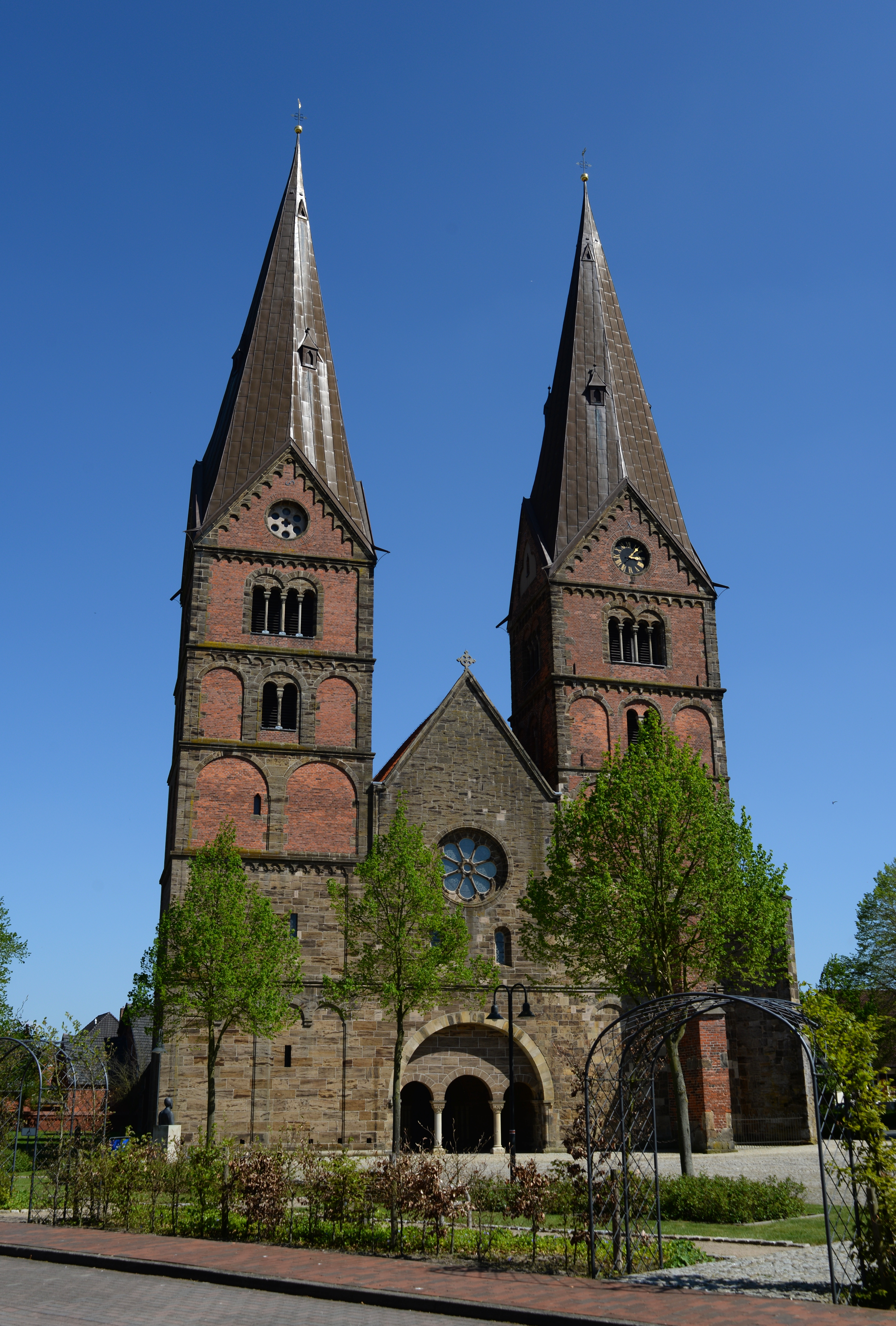
Stiftskirche Bücken
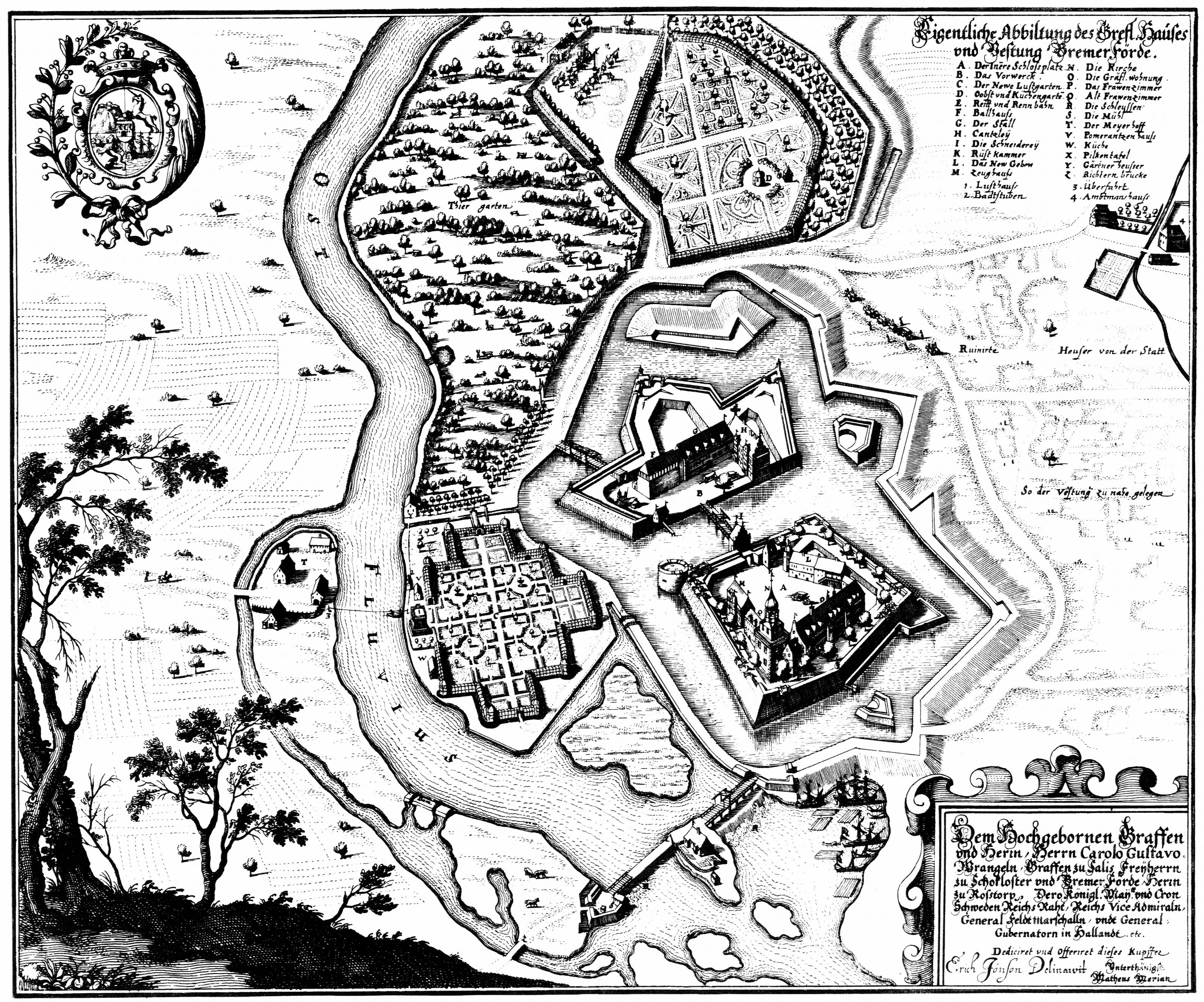
Schloss Bremervörde 1653

Ab 1522 fasste die Reformation durch den Einfluss des Bremer Domkapitels, das in seiner Mehrheit protestantisch war, schnell Fuß. Auch der letzte katholische Erzbischof, Georg von Braunschweig-Wolfenbüttel, 1558–1566 im Amt, stellte sich der Reformation nicht entgegen, sondern führte sogar die von Luther genehmigte Bremische Kirchenordnung in seinem weiteren Bistum, dem Bistum Verden, ein. Nach seinem Tode wählte das Bremer Domkapitel mehrere lutherische Erzbischöfe (nach katholischer Lesart nur Administratoren) in Folge, so dass ab 1566 faktisch ein evangelisches Erzstift bestand. Für Hamburg wurde auf Vermittlung Kaiser Ferdinands 1561 der Bremer Vergleich geschlossen: Das Hamburger Domkapitel verzichtete weitgehend auf seinen Einfluss auf die Hamburger Stadtkirche, ihm blieb aber die Hoheit über den Mariendom und seine Einkünfte und die Gerichtsbarkeit über die Domherren. Der Dom bildete seitdem eine Enklave in Hamburg, die auswärtigen Mächten unterstand, bis 1648 dem (lutherischen) Erzbischof-Administrator von Bremen.
Im Gegensatz zum lutherischen Territorium des Erzbistums wandte sich die Stadt Bremen samt einem großen Teil ihres Landbesitzes um 1580 dem Calvinismus zu. Ein Kuriosum bildete die Rembertigemeinde, die seit ihrer Gründung 1596 sowohl das der Stadt unterstehende Pagentorn als auch die dem Stift angehörenden Dörfer Schwachhausen und Hastedt umfasste, aber bis zur Angliederung dieser Dörfer an Bremen im Jahr 1803 nur von städtischen calvinistischen Pastoren betreut wurde.
Für die Seelsorge katholisch gebliebener Bevölkerungsteile in den zur Reformation übergetretenen und dann früher oder später erloschenen Bistümern richtete die Römisch-katholische Kirche 1667 das Apostolische Vikariat des Nordens ein. 1824 wurden die Katholiken im seit 1715 zu Hannover gehörenden Gebiet des ehemaligen Bremer Erzstiftes dem Bistum Hildesheim unterstellt, die des Bremer Stadtgebietes dem Bistum Osnabrück, das nach wie vor in Bremen nur die katholischen Gemeinden südlich der Lesum umfasst.

### Herzogtum Bremen
Im Westfälischen Frieden von 1648 wurde das Erzstift ebenso wie das Bistum Verden endgültig säkularisiert. Beide wurden zu Herzogtümern erklärt und der Krone Schwedens unterstellt. Sie wurden dann gemeinsam als Herzogtum Bremen-Verden verwaltet.